# The Bond Between

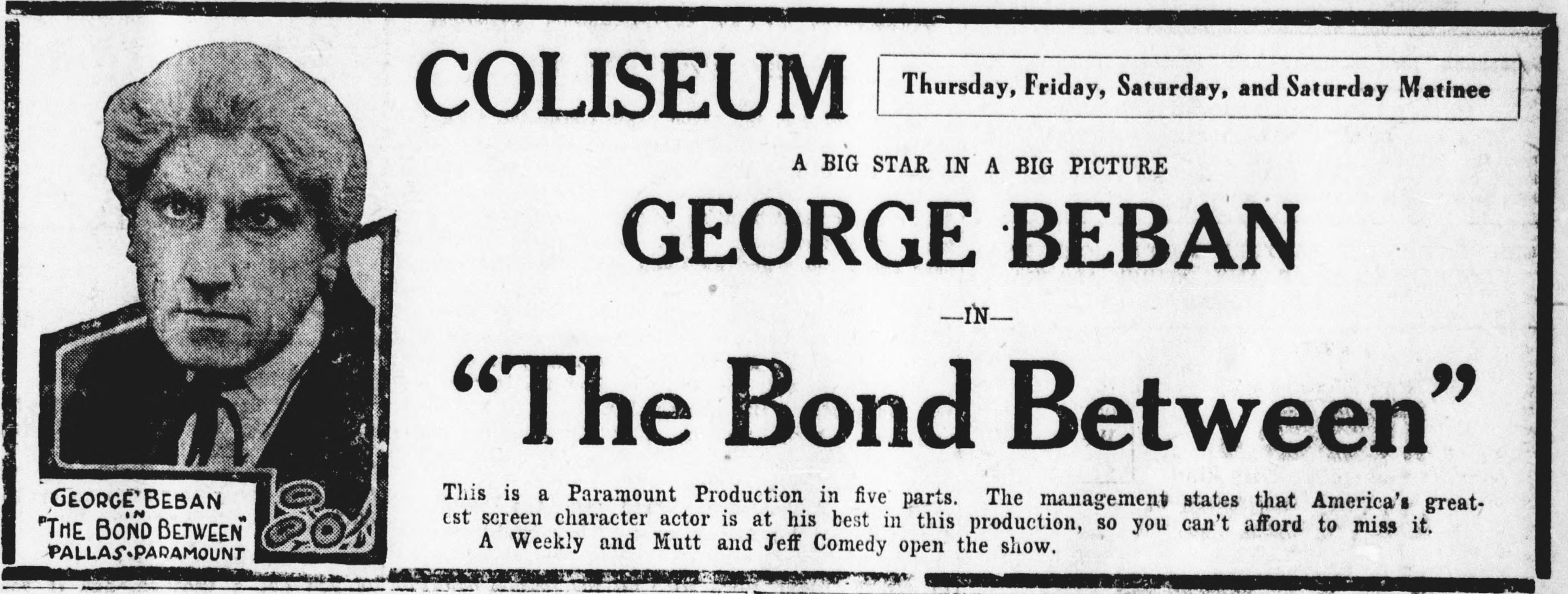
Annonce pour le film.

The Bond Between est un film américain réalisé par Donald Crisp, sorti en 1917.

## Synopsis
Pierre Duval, un Français pauvre vivant dans une pension new-yorkaise, parvient à peine à financer les études de son fils Jacques dans une école d'art parisienne. Lorsque la guerre éclate, Jacques rentre chez lui, ignorant qu'un marchand d'art indélicat du nom de Raoul Vaux l'a piégé et l'a amené à faire entrer clandestinement des tableaux volés aux États-Unis, cachés parmi ses propres œuvres. Les services secrets soupçonnent Jacques d'être Vaux et envoient leur agent Ellen Ingram pour le capturer. Elle est envoyée pour découvrir si Chase tente de faire sortir clandestinement des tableaux de France. Ils tombent amoureux, et déjouent tous les deux les plans de Vaux, le méchant marchand d'art.

## Fiche technique
- Réalisation : Donald Crisp
- Scénario : George Beban
- Productrice : Julia Crawford Ivers
- Photographie : J.O. Taylor
- Production : Pallas Pictures
- Distributueur : Paramount Pictures
- Durée : 50 minutes
- Date de sortie : 2 avril 1917

## Distribution

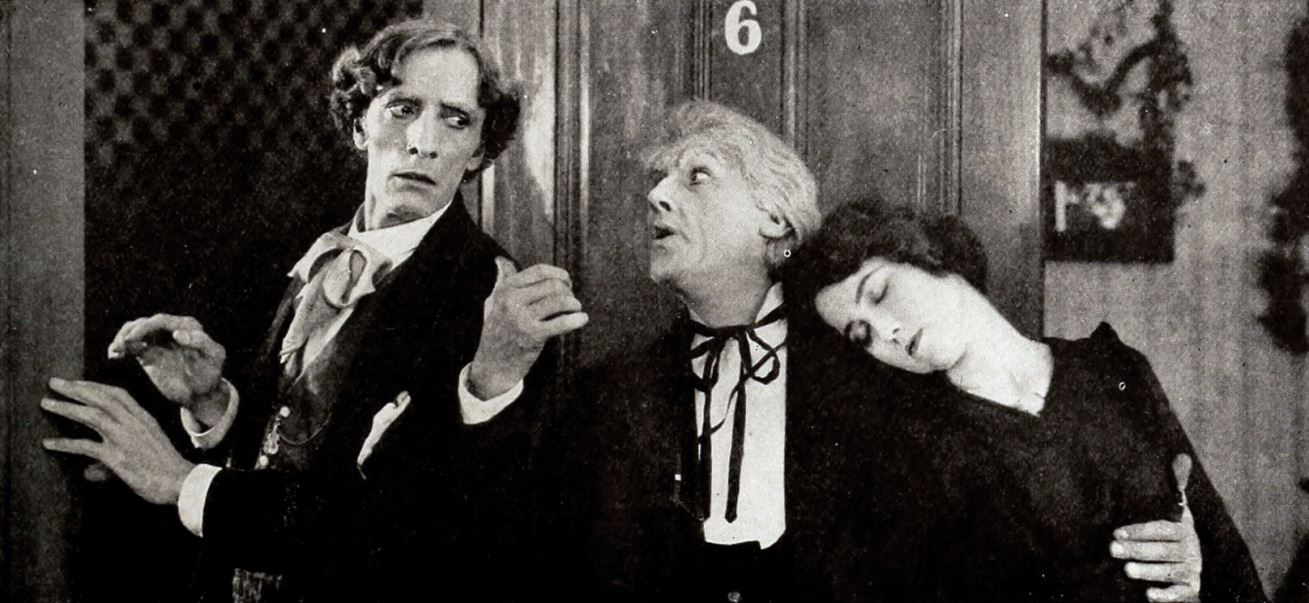
Nigel De Brulier, George Beban, et Vola Vale dans une scène du film.

- George Beban : Pierre Duval
- John Burton : Hans von Meyernick
- Nigel De Brulier : Feole Zelnar
- Paul Weigel : Carl Riminoss
- Colin Chase (en) : Jacques Duval
- Eugene Pallette : Raoul Vaux
- W.H. Bainbridge : John Fownes
- Vola Vale : Ellen Ingram
- Pietro Buzzi : M. Lorillard
- Mrs. Buehler : Mme. Lorillard